# Jill Troutner
Jill Troutner (* 4. Februar 1971 in Detroit Lakes) ist eine ehemalige US-amerikanische Biathletin.
Jill Troutner gab ihr internationales Debüt 1998 im Weltcup in Pokljuka, wo sie in ihrem ersten Einzel 61. wurde. Bei den Weltmeisterschaften 1998 in Kontiolahti lief sie im Sprint auf den 51. Platz und wurde mit Rachel Steer, Kara Hermanson Salmela und Kristina Sabasteanski als Schlussläuferin mit der US-Staffel 12. 1999 erreichte sie bei einem Massenstartrennen am Holmenkollen in Oslo mit einem 19. Platz. Die Platzierungen in diesem B-Gruppenrennen war die beste ihrer Weltcup-Karriere neben einem 56. Rang bei einem Verfolgungsrennen in Val Cartier. Bei den Biathlon-Weltmeisterschaften 1999 an selber Stelle wurde Troutner 59. des Einzels. 2000 gewann sie bei den Sommerbiathlon-Weltmeisterschaften in Chanty-Mansijsk mit Ann Sorenson, Kristina Sabasteanski und Nicole Hunt die Bronzemedaille im Staffelrennen. Es war einer der größten internationalen Erfolge US-amerikanischer Biathleten. In Sprint und Verfolgung wurde sie jeweils 14.

## Biathlon-Weltcup-Platzierungen
Die Tabelle zeigt alle Platzierungen (je nach Austragungsjahr einschließlich Olympische Spiele und Weltmeisterschaften).
- 1.–3. Platz: Anzahl der Podiumsplatzierungen
- Top 10: Anzahl der Platzierungen unter den ersten zehn (einschließlich Podium)
- Punkteränge: Anzahl der Platzierungen innerhalb der Punkteränge (einschließlich Podium und Top 10)
- Starts: Anzahl gelaufener Rennen in der jeweiligen Disziplin

| Platzierung         | Einzel | Sprint | Verfolgung | Massenstart | Team | Staffel | Gesamt |
| ------------------- | ------ | ------ | ---------- | ----------- | ---- | ------- | ------ |
| 1. Platz            |        |        |            |             |      |         |        |
| 2. Platz            |        |        |            |             |      |         |        |
| 3. Platz            |        |        |            |             |      |         |        |
| Top 10              |        |        |            |             |      | 1       | 1      |
| Punkteränge         |        |        |            |             |      | 3       | 3      |
| Starts              | 2      | 5      | 3          | 1           |      | 3       | 14     |
| Stand: Karriereende |        |        |            |             |      |         |        |